# Společenství evropských železničních společností
Společenství evropských železničních společností (CER, Community of European Railway and Infrastructure Companies) spojuje 70 společností pro železniční provoz a infrastrukturu EU, přidružených zemí (Severní Makedonie a Turecko) a západního Balkánu, Norska a Švýcarska.
V září 2011 byl výkonným ředitelem CER zvolen český zástupce Libor Lochman. Od 1. ledna 2012 nahradil dosavadního výkonného ředitele Johannese Ludewiga.